# 언론통제
언론통제(言論統制)는 정치 권력이 보도 · 출판 · 기타 언론에 대해 통제하는 것을 말한다. 규제의 대상과 방법은 다양하다. 대상이 되는 것은 많지만, 집회, 개인의 회화까지 규제될 수 있다.

## 나라별

### 현재
- 조선로동당에 의해 언론의 자유하는 행위를 관련법에 의해 처벌된다.
- 중국공산당에 의해 언론의 자유하는 행위를 관련법에 의해 처벌된다.
- 쿠바공산당에 의해 출판과 방송매체를 관련법에 의해 처벌된다.
- 이슬람에 의해 언론 및 출판행위를 처벌된다.

### 과거
- 6.25 전쟁 기간과 정권 말기 제1공화국, 제4공화국부터 제5공화국까지 대통령 국가 원수 정권을 의해 조치되었다.
- 만주사변과 중일전쟁, 대동아공영권을 의해 조치되었다.
- 독일 파시즘을 의해 조치되었다.
- 이탈리아 파시즘을 의해 조치되었다.
- 1990년 베를린 장벽 이전에 의해 조치되었다.
- 1991년 냉전 이전에 의해 조치되었다.

## 같이 보기
- 검열
- 언론 자유 지수
- 인터넷 검열